# Adriano Tomás Custodio Mendes
Adriano Tomás Custódio Mendes (Praia, Provincia Ultramarina de Cabo Verde, Portugal, 28 de noviembre de 1961) es un exfutbolista caboverdiano de nacionalidad portuguesa y nacionalizado argentino. Jugaba de centrocampista y su primer club fue Estudiantes de La Plata.

## Carrera
Comenzó su carrera en 1981 jugando para Estudiantes de La Plata. Jugó para el club hasta 1984.  En 1985 se pasó a Temperley, en donde estuvo hasta 1986. 
En 1988 se pasó al gigante paraguayo Cerro Porteño donde jugó la Copa Libertadores. En 1989 se pasó a Colón de Santa Fe, jugando allí hasta 1990. En ese año se pasó a San Martín de Tucumán. Jugó para ese club hasta 1991, cuando ese año se fue a Chile para formar parte de las filas del Santiago Wanderers.
En 1992 jugó en Racing de Olavarria, después,  1992 se fue a Venezuela en donde jugó para el Deportivo Táchira, estando en ese equipo hasta 1993. En ese año regresó a la Argentina para jugar en Chacarita Juniors, en donde se quedó hasta 1994. A mediados de diciembre de 1996, se incorporó al Universidad hondureño.

En 1997 regresó a Temperley, donde jugó una temporada. En 1998 pasó al equipo barilochense Martín Güemes del Torneo Argentino B y se retiró allí, en diciembre de ese año, después de ser suspendido por pegarle a un jugador adversario y al árbitro en un partido.

## Clubes
| Club                    | País      | Año | Partidos | Goles |
| ----------------------- | --------- | --- | -------- | ----- |
| Estudiantes de La Plata | Argentina | 1981- en 1982 jugó a préstamo en Danubio Fc de Uruguay, retornó a Estudiantes en 1983 y jugó hasta 1984 | 53       | 13    |
| Temperley               | Argentina | 1985-1986                                                                                               | 23       | 7     |
| Blooming                | Bolivia   | 1986-1987                                                                                               | 57       | 24    |
| Cerro Porteño           | Paraguay  | 1988 | 42       | 10    |
| Colón de Santa Fe       | Argentina | 1989-1990                                                                                               | 43       | 13    |
| San Martín de Tucumán   | Argentina | 1990-1991                                                                                               | 37       | 7     |
| Santiago Wanderers      | Chile     | 1991 | 4        | 2     |
| Deportivo Táchira       | Venezuela | 1992-1993                                                                                               | 17       | 5     |
| Chacarita Juniors       | Argentina | 1993-1994                                                                                               | 25       | 1     |
| Deportes Iquique        | Chile     | 1995 | 8        | 0     |
| Universidad             | Honduras  | 1996-1997                                                                                               | 0        | 0     |
| Temperley               | Argentina | 1997-1998                                                                                               | 18       | 2     |
| Total                   | Total     | Total                                                                                                   | 270      | 63    |